# بحيرة أكلمام أزكزا
بحيرة أڭلمام أزيزا أو أڭلمام أزڭزا أو(بالأمازيغية: ⴰⴳⵍⵎⴰⵎ ⴰⵣⴳⵣⴰ) هي بحيرة طبيعية مساحتها 40 هكتارا وعمقها 25 مترا، تقع بالجماعة القروية لأكلمام أزيزا على ارتفاع 1500 متر على سطح البحر. اشتق اسم الجماعة من إسم البحيرة، وهي تسمية أمازيعية تعني البحيرة الخضراء، تتبع البحيرة لإقليم خنيفرة ضمن جهة جهة بني ملال خنيفرة بالمغرب، وتبعد عن مدينة خنيفرة بحوالي 30 كلم بالأطلس المتوسط الغربي. تشتهر هذه البحيرة باستقبالها لعدد مهم من السياح خلال فصل الصيف.

## الجغرافيا
تقع بحيرة أڭلمام أزڭزا بإقليم خنيفرة، جهة بني ملال خنيفرة بالمغرب، وهي بحيرة جبلية طبيعية بالأطلس المتوسط الغربي، تتميز بلونها الأخضر، وتحيط بها غابة كثيفة من الأرز الأطلسي والبلوط الأخضر. النشاط الأساسي للساكنة في المنطقة هو الرعي، بالإضافة إلى الأنشطة السياحية. يفوق عمق البحيرة 25 مترا و40 هكتارا في المساحة، وتتغذى من عيون مائية موجودة بداخلها، كما أنها محاطة بأجراف صخرية طباشيرية قوية الإنحدار. البحيرة ورغم قلة الطيور التي تزورها، إلأا أنها غنية بأنواع عديدة من الأسماك والقشريات، كما تعد موئلا مفضلا لقدرة النسناس البربري

## السياحة
تم سنة 2020 تهيئة موقع بحيرة أڭلمام أزڭزا سياحيا لصالح الساكنة المزاولة للنشاط السياحي على مساحة 3 هكتارات، بكلفة مالية تناهز 4.18 مليون درهم وفق معايير الهندسة المعمارية العضوية، بما فيها كلفة إصلاح الطرق المؤدية إلى البحيرة. هذه التهيئة شملت تجهيز الطرق وبناء مجموعة من المحلات التجارية على هيئة خيام خشبية أمازيغية، تحتضن بحيرة أڭلمام أزڭزا سنويا المسابقة الدولية “Ice Swim Morocco”، وهي حدث دولي للسباحة في المياه الباردة، يقام خلال فصل الشتاء ببحيرة أڭلمام أزڭزا.

## معرض الصور

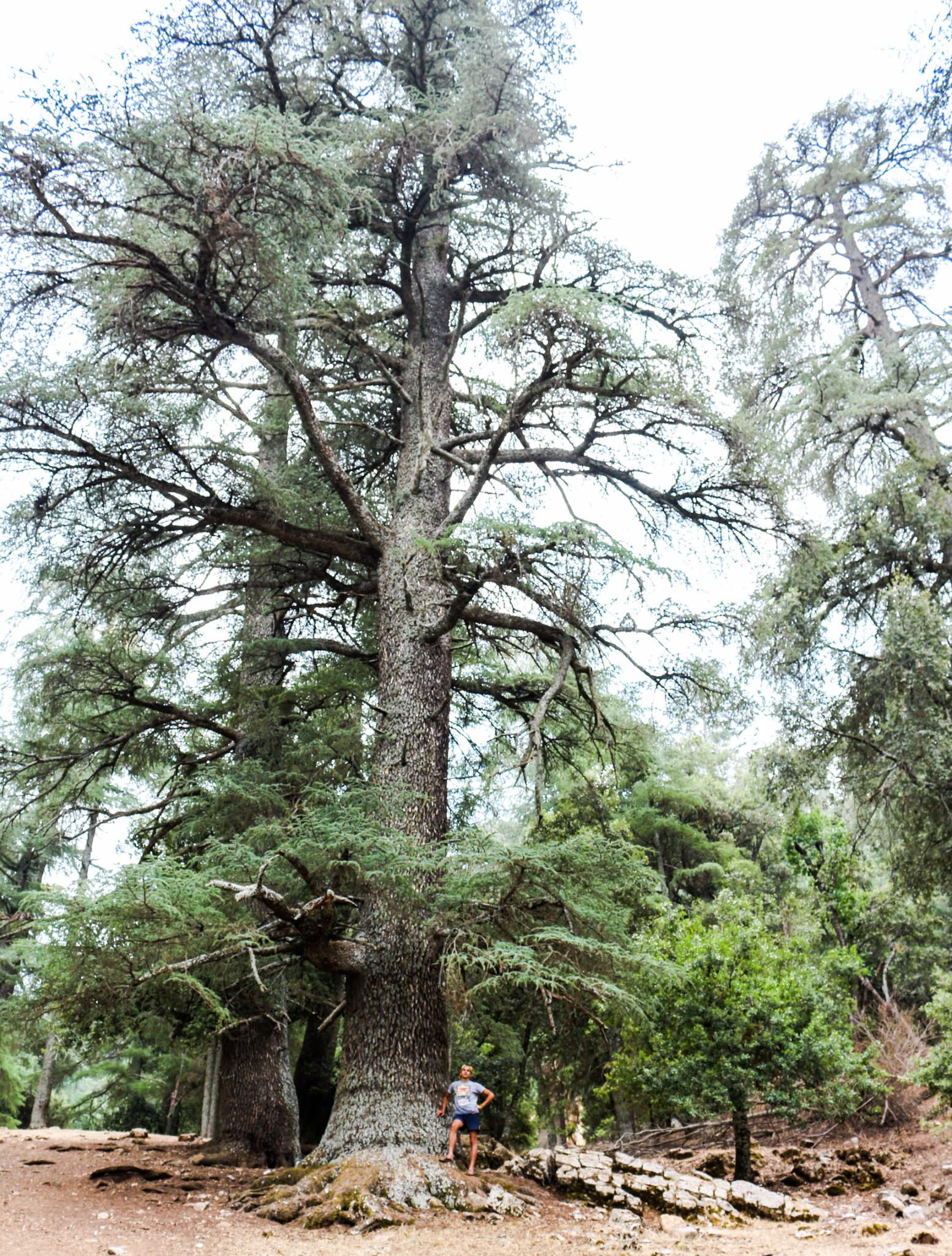
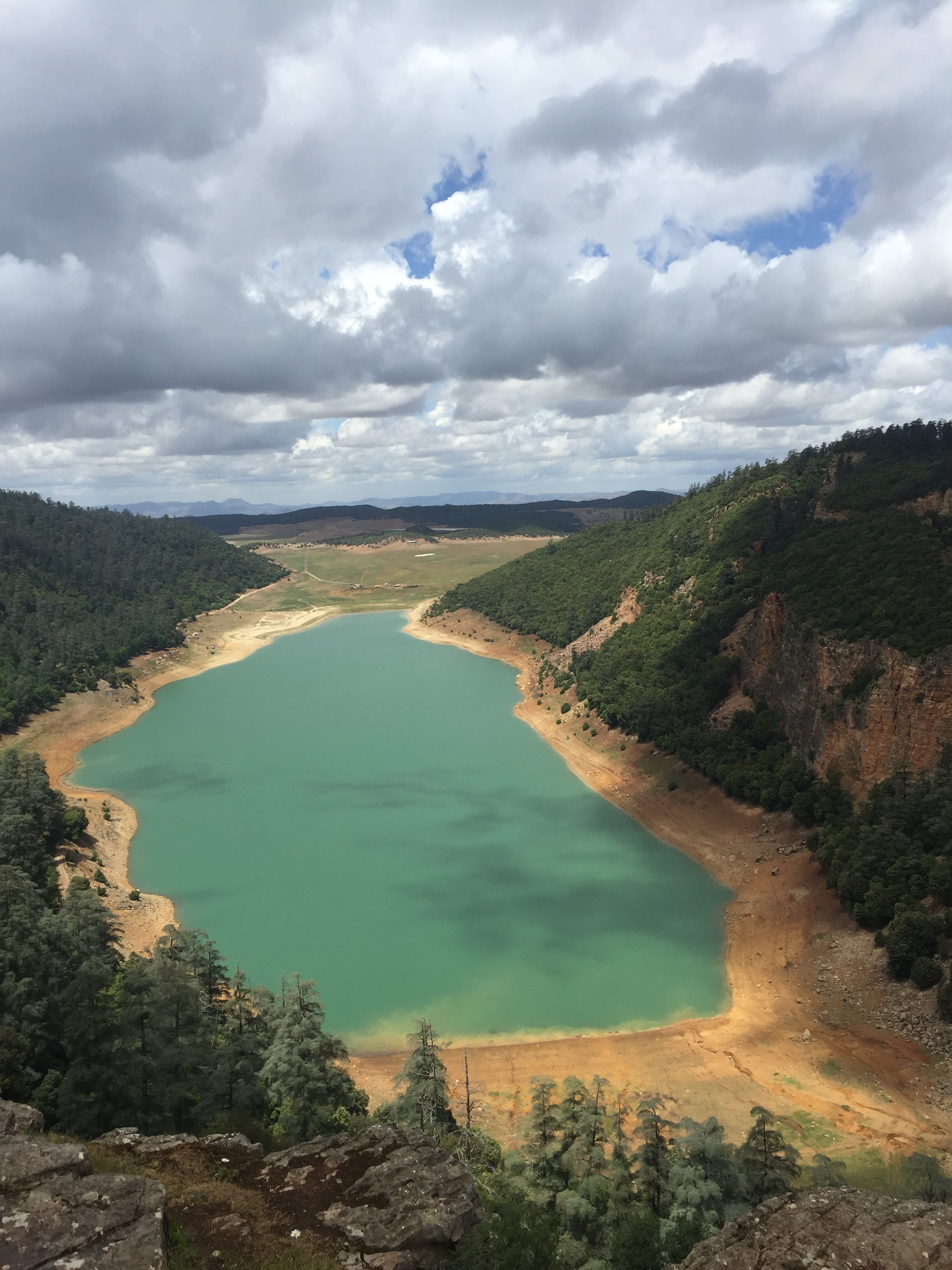
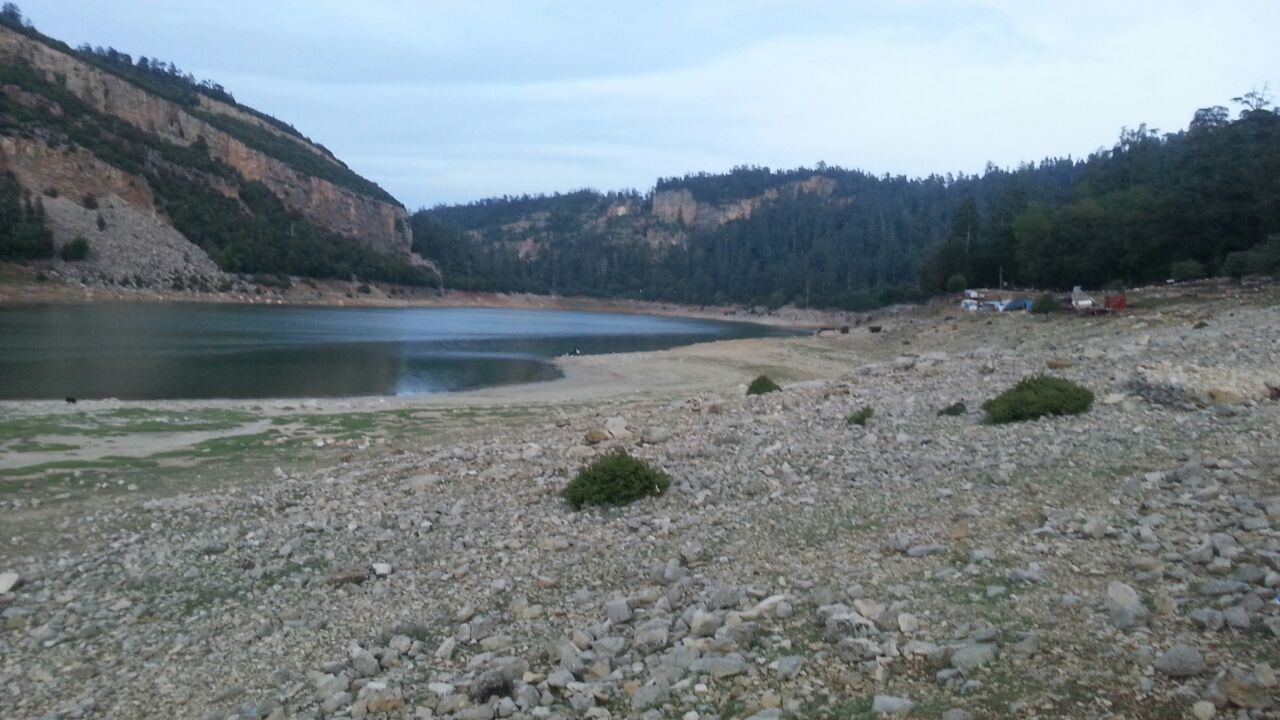
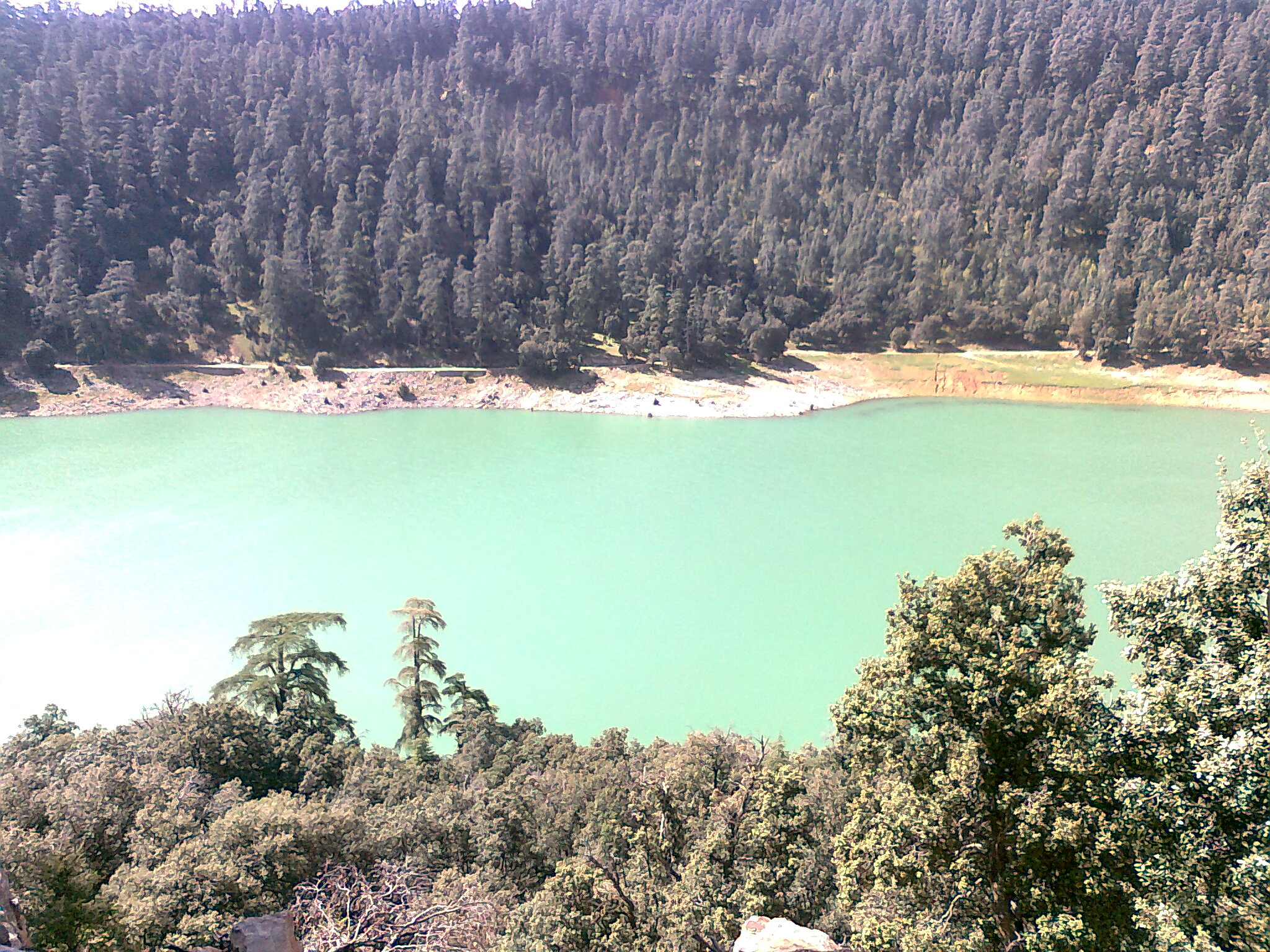
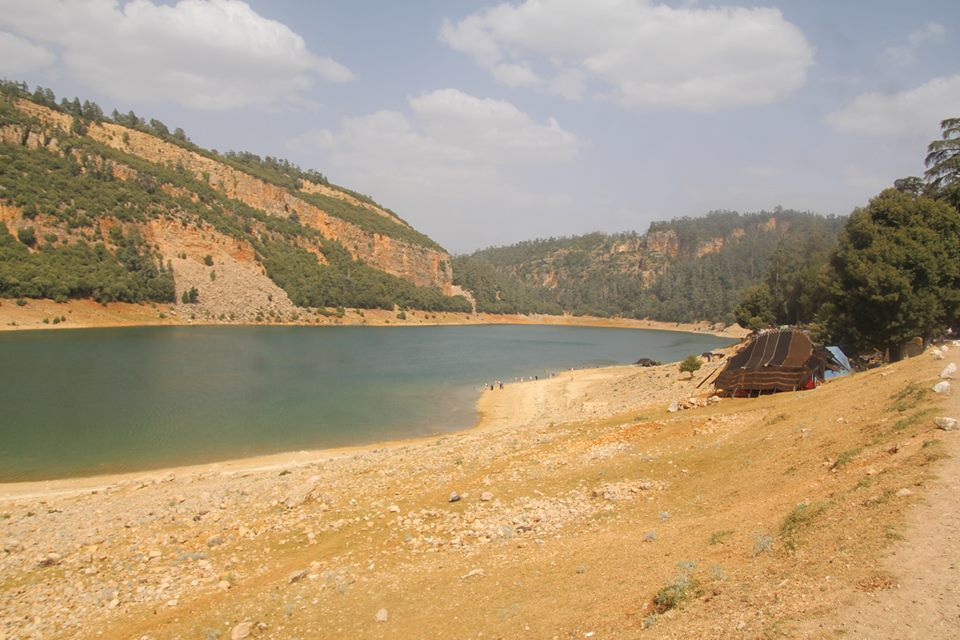
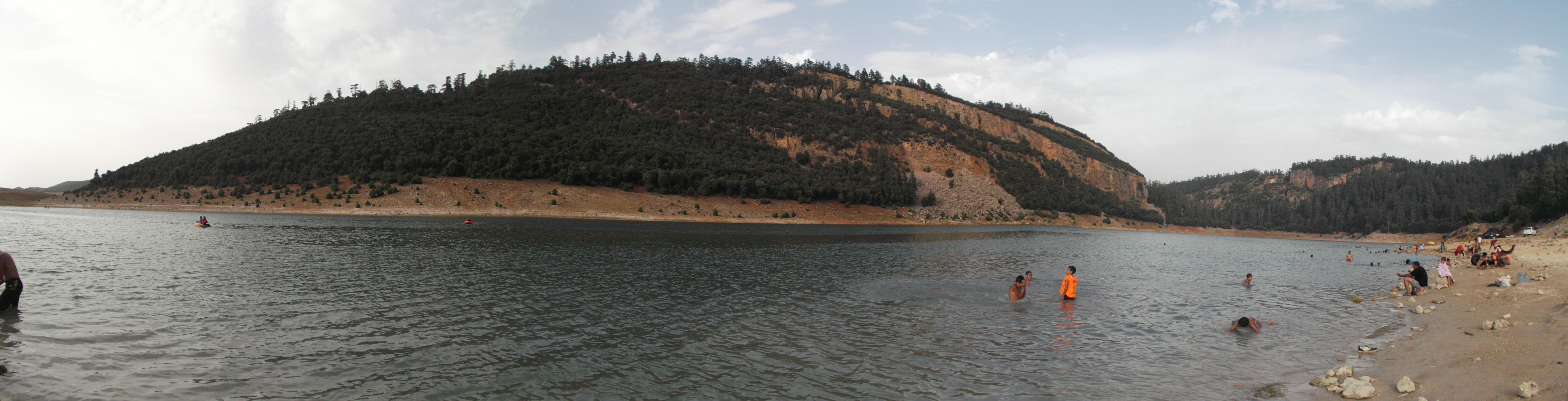
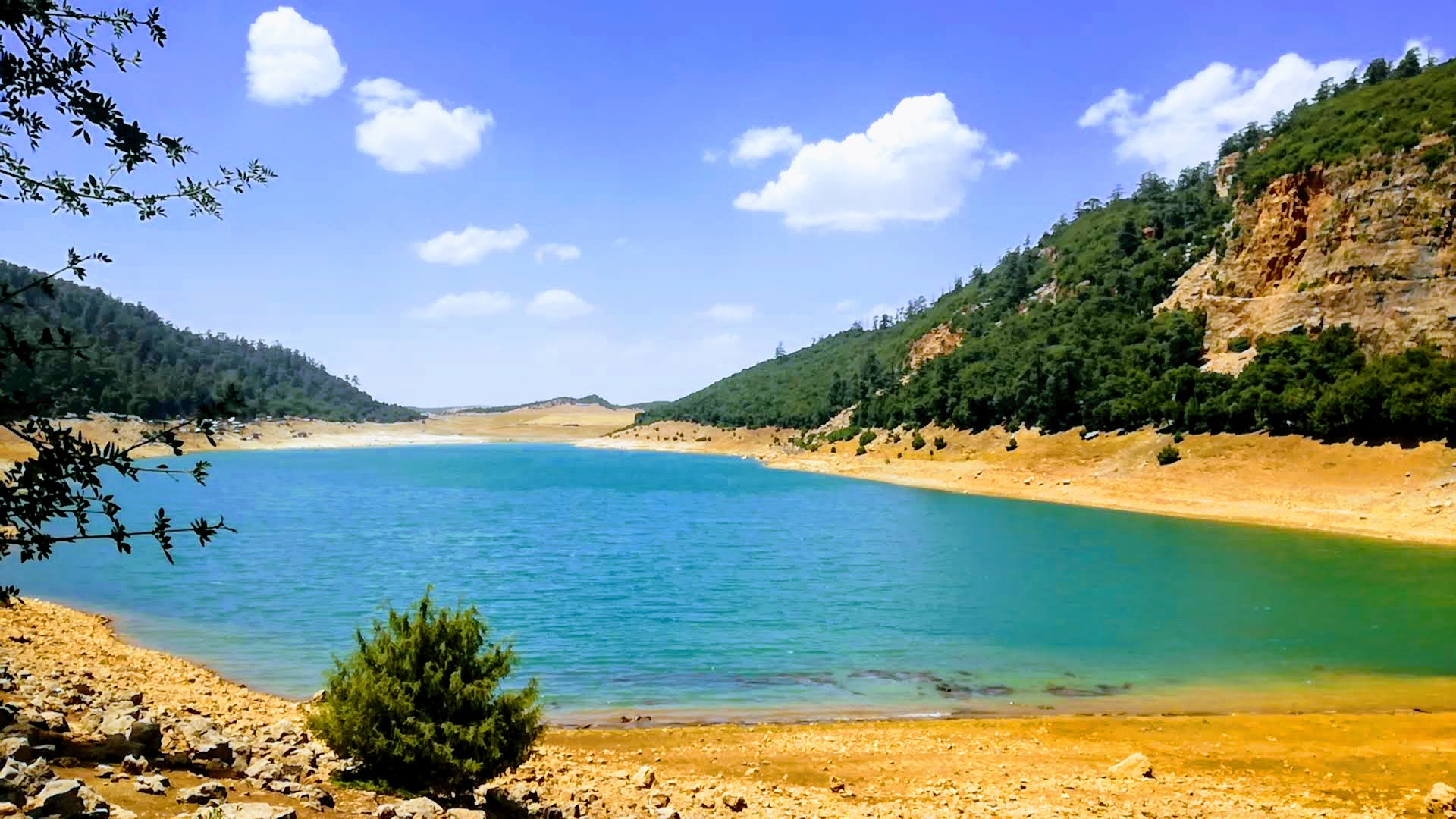
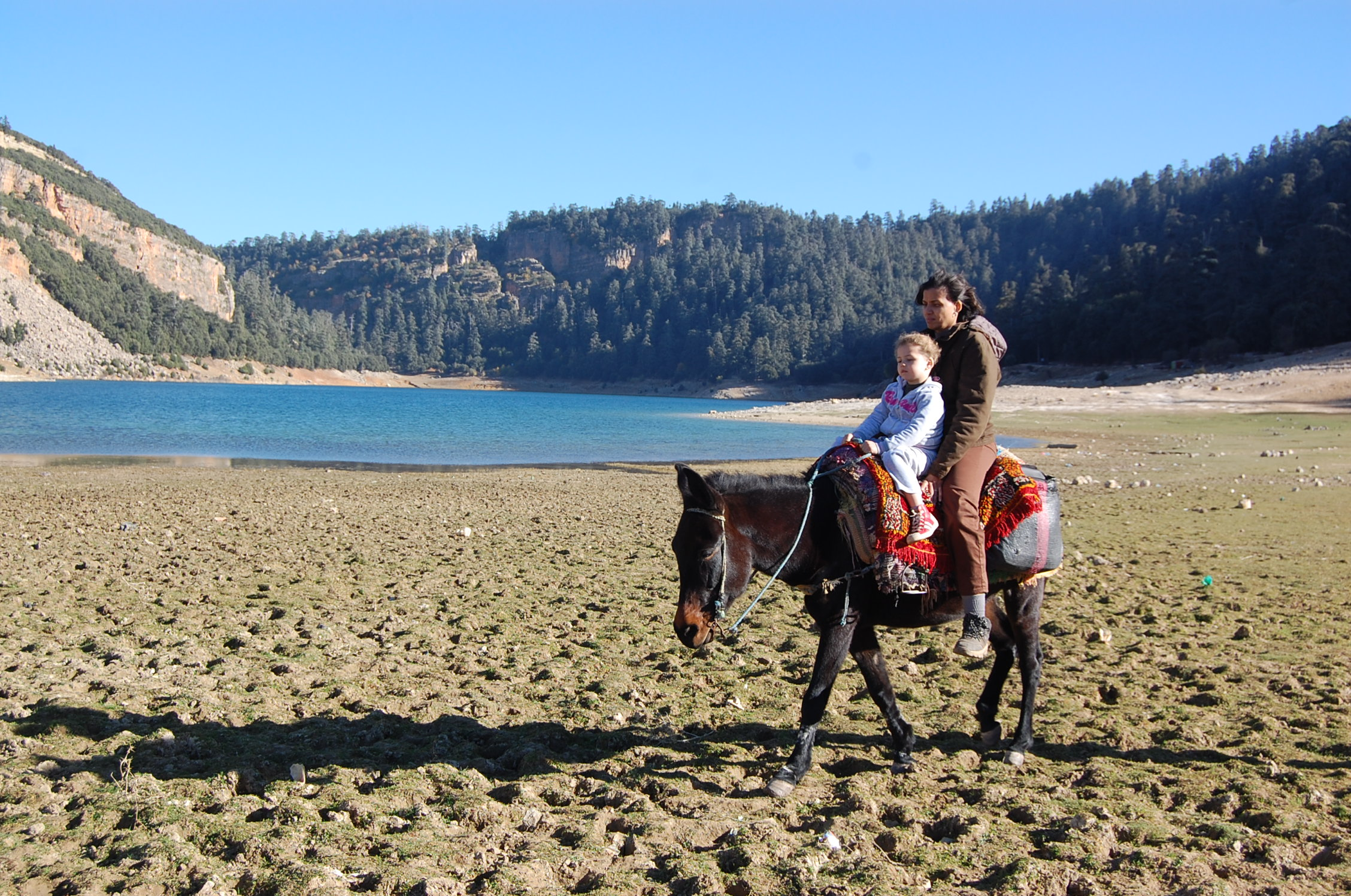